# Лучита Уртадо
Лучѝта Урта̀до (на английски: Luchita Hurtado, [luˈt͡ʃita urˈt̪aðo]) е американска художничка.

## Биография
Родена е на 28 октомври 1920 година в Майкетия, Венецуела, но емигрира с майка си като дете в Съединените щати и израства в Ню Йорк. Женена последователно за художниците Волфганг Пален и Лий Мъликан, тя рисува от ранна възраст, но прави първите си изложби едва през 70-те години. Остава слабо известна до 2015 година, когато много нейни картини са открити и започват да се излагат във водещи галерии.
Лучита Уртадо умира на 13 август 2020 година в дома си в Санта Моника.